# Rhabdoblatta javanica
Rhabdoblatta javanica är en kackerlacksart som först beskrevs av Henri Saussure 1869.  Rhabdoblatta javanica ingår i släktet Rhabdoblatta och familjen jättekackerlackor. Inga underarter finns listade i Catalogue of Life.